# Боб Кузи
Роберт Џозеф "Боб" Кузи (енгл. Robert Joseph "Bob" Cousy; Њујорк, 9. август 1928) бивши је амерички професионални кошаркаш.
Играо је на позицији плејмејкера, а наступао је за Бостон Селтиксе (1950-1963) и за Синисинати ројалсе (1969-1970). Кошарком се озбиљно почео бавити у средњој школи, а био је стипендиста колеџа Сент крос. Са Селтиксима је освојио шест титула шампиона НБА.
У својих првих 11 сезона у НБА, Кузи је био први по асистенцијама. Због вештог баратања лоптом и неочекиваних додавања и асистенција добио је надимак "Куз", "Худини од хардвуда" и "Господин Кошарка". Након играчке каријере, седам година је био тренер Синсинати ројалса. Као коментатор је пратио утакмице Селтикса. Кузијев дрес са бројем 14 повучен је из употребе и данас је изложен у ТД гардену.

## Детињство и младост
Кузи је рођен у Њујорку као јединац у породици сиромашних француских досељеника. Одрастао је у Јорквилу (Менхетен, Њујорк). Његов отац Џозеф је био таксиста, који је додатно зарађивао као произвођач нелегалног вискија. Старији Кузи је служио у немачкој војсци током Првог светског рата. Мали Боб је проговорио на француском, а енглески је почео да прича тек када је кренуо у основну школу.

## Средњошколски дани
Кошарку је почео да тренира као тринаестогодишњак. На првој години је чак био избачен из првог тима. Потом је посато члан тима Сент Олбанс, у којем је побољшао игру и стекао неопходно искуство, али је следеће године опет изгубио место у А-тиму.
Те године је сломио десну руку, па је био приморан да тренира и игра користећи само леву руку. Када се опораво од озледе, на утакмицама је могао подједнако добро да користи обе руке. Кузи је лом руке описао као "срећну околност" која му је помогла у кошаркашкој каријери. Врло брзо је посtao стандарни члан првог тима Сент Олбанса.

## Колеџ кошарка
Био је један од шест бруцоша у кошаркашком тиму Универзитета Сент крос. Од почетка сезоне тренер Алвин Фред Џулијан је изабрао да игра са шесторицом бруцоша који су седели на клупи и са члановима прве поставе, тако да су обе екипе могле да имају подједнаку минутажу. Кузи је играо отприлике девет минута. Био је веома разочаран својом малом минутажом, тако да је после сваког тренинга одлазио у капелу да се помоли да му тренер дозволи да игра више минута, да би имао шансу да покаже свој таленат на терену. На почетку Кузи је имао проблема са својим тренером који да је оптужио да је превише наметљив. Напротив, он је само био човек испред свог времена. Кузијев темпо игре је био бржи него тадашња кошарка и више је личио на кошарку која се игра на улици. Он је због своје способности играња са обе руке почео да дрибла иза леђа, да додаје без гледања или иза леђа, нешто што никад нико пре њега није урадио.

## После играчка каријера
Након што се пензионисао као играч, Кузи је објавио своју аутобиографију "Кошарка је мој живот" 1963. године . Исте те године постао је тренер на колеџу Бостон. Место тренера у колеџ кошарци му је убрзо досадили па се вратио у НБА као тренер Синсинати Ројалса. Једном је рекао да је то урадио због пара, јер такву понуду није могао да одбије. 1970. се као четрдесетоједногодишњак вратио као играч да би поспешио продају карата. Продаја карата је скочила 77%. Наставио је као тренер тог истог тима када се тим преселио из Синсинатија у Канзас.

## Завештање
Године 1954. НБА није имао здравствено осигурање, пензиони фонд, просечна плата сваког играча је била 8.000 долара по сезони. Да би се изборио са овим, Кузи је организовао Националну Кошаркашку играчку организацију, прва међу четири главне америчке професионалне спортске лиге. Он је био први председник до 1958. године.
У својих тринаест година НБА каријере И деветсто двадесет и четири одигране утакмице, Кузи је остварио 16.960 поена, 4.786 скокова И 6.955 асистенција. Он је овенчан титулом првог великог плејмејкера НБА лиге. Својим допадљивим дриблингом и неуобчајеним додавањима Кузи је подигао модерну плејмејкерску игру на виши ниво, као и Бостон Селтиксе и НБА.
У част свих његових подухвата, Кузи је ушао у Кошаркашку кућу славних 1971. године и такође му је учињена част од стране Селтикса, који су повукли дрес а његовим бројем 14 из употребе. Власник Селтикса Волтер Браун је изјавио: "Селтикси не би били овде да није био њега (Кузија). Он је донео кошарку у овај град. Да је играо у Њујорку, био би највеће чудо после легенде Њујорка Бејба Рута, али ја мислим да је он то свакако." У мају 2006. ESPN.com је прогласио да је Кузи један од пет најбољих плејмејкера свих времена, говорећи да је он "испред свог времена са својом контролом лопте и вештином асистенције".
16. новембра 2008. Кузијев средњошколски дрес са бројем 17, је такође повучен из употребе и био међу првим дресовима који је "висио" са плафона.